# Catharine Beecher
Catharine Esther Beecher, född 6 september 1800 i East Hampton på Long Island, New York, död 12 maj 1878 i Elmira, New York, var en amerikansk reformpedagog. Hon var syster till Harriet Beecher Stowe. 
En krater på Venus har fått sitt namn efter henne.